# Bahnstrecke Haarlem–Uitgeest
| |                      |                                    |                                    |
| Streckenlänge: | 18,0 km              |                                    |                                    |
| Spurweite: | 1435 mm (Normalspur) |                                    |                                    |
| Stromsystem: | Oberleitung 1,5 kV = |                                    |                                    |
| Streckengeschwindigkeit: | 130 km/h             |                                    |                                    |
| |                      |                                    |                                    |
| \| \| \| von Amsterdam \| \| \| \| 0,0 \| Haarlem \| Haarlem \| \| \| \| nach Rotterdam und nach Zandvoort \| \| \| \| 1,8 \| Kleverlaan \| Kleverlaan \| \| \| 2,1 \| Bloemendaal \| Bloemendaal \| \| \| 4,4 \| Santpoort Zuid \| Santpoort Zuid \| \| \| 5,3 \| Kruidbergerweg \| Kruidbergerweg \| \| \| \| \| \| \| \| 5,9 \| Santpoort Noord \| Santpoort Noord \| \| \| \| \| \| \| \| 7,1 \| Driehuis-Westerveld \| Driehuis-Westerveld \| \| \| 7,1 \| Driehuis (ehem. Driehuis Zuid) \| Driehuis (ehem. Driehuis Zuid) \| \| \| 7,8 \| Velsen Zeeweg \| Velsen Zeeweg \| \| \| 8,8 \| Velsen-IJmuiden Oost \| Velsen-IJmuiden Oost \| \| \| \| nach IJmuiden \| \| \| \| \| Velserspoortunnel (Noordzeekanaal) \| \| \| \| \| Anschluss Hoogovens \| \| \| \| 10,2 \| Velsen Hoogovens \| Velsen Hoogovens \| \| \| \| Anschluss Hogovens \| \| \| \| \| \| \| \| \| 11,7 \| Beverwijk \| Beverwijk \| \| \| 12,6 \| Beijnes \| Beijnes \| \| \| 14,4 \| Heemskerk \| Heemskerk \| \| \| \| von Amsterdam \| \| \| \| 18,0 \| Uitgeest \| Uitgeest \| \| \| \| nach Den Helder \| \| |                      |                                    |                                    |
| Strecke |                      | von Amsterdam                      | von Amsterdam                      |
| Bahnhof | 0,0                  | Haarlem                            | Haarlem                            |
| Abzweig geradeaus, nach links und ehemals von links |                      | nach Rotterdam und nach Zandvoort  | nach Rotterdam und nach Zandvoort  |
| ehemaliger Haltepunkt / Haltestelle | 1,8                  | Kleverlaan                         | Kleverlaan                         |
| Bahnhof | 2,1                  | Bloemendaal                        | Bloemendaal                        |
| Bahnhof | 4,4                  | Santpoort Zuid                     | Santpoort Zuid                     |
| ehemaliger Haltepunkt / Haltestelle | 5,3                  | Kruidbergerweg                     | Kruidbergerweg                     |
| Verschwenkung von links · Verschwenkung von rechts (Strecke außer Betrieb) |                      |                                    |                                    |
| Bahnhof · Strecke (außer Betrieb) | 5,9                  | Santpoort Noord                    | Santpoort Noord                    |
| Abzweig geradeaus und ehemals nach links · Abzweig geradeaus und von rechts (Strecke außer Betrieb) |                      |                                    |                                    |
| Strecke · Bahnhof (Strecke außer Betrieb) | 7,1                  | Driehuis-Westerveld                | Driehuis-Westerveld                |
| Bahnhof · Strecke (außer Betrieb) | 7,1                  | Driehuis (ehem. Driehuis Zuid)     | Driehuis (ehem. Driehuis Zuid)     |
| Strecke · Bahnhof (Strecke außer Betrieb) | 7,8                  | Velsen Zeeweg                      | Velsen Zeeweg                      |
| Strecke · Bahnhof (Strecke außer Betrieb) | 8,8                  | Velsen-IJmuiden Oost               | Velsen-IJmuiden Oost               |
| Tunnelanfang · Abzweig geradeaus und nach links (Strecke außer Betrieb) |                      | nach IJmuiden                      | nach IJmuiden                      |
| Brücke über Wasserlauf (Strecke außer Betrieb) |                      | Velserspoortunnel (Noordzeekanaal) | Velserspoortunnel (Noordzeekanaal) |
| Tunnelende · Abzweig ehemals geradeaus und von links |                      | Anschluss Hoogovens                | Anschluss Hoogovens                |
| Strecke · ehemaliger Haltepunkt / Haltestelle | 10,2                 | Velsen Hoogovens                   | Velsen Hoogovens                   |
| Strecke · Abzweig ehemals geradeaus, nach links und von links |                      | Anschluss Hogovens                 | Anschluss Hogovens                 |
| Verschwenkung nach links · Verschwenkung nach rechts |                      |                                    |                                    |
| Bahnhof | 11,7                 | Beverwijk                          | Beverwijk                          |
| ehemaliger Haltepunkt / Haltestelle | 12,6                 | Beijnes                            | Beijnes                            |
| Bahnhof | 14,4                 | Heemskerk                          | Heemskerk                          |
| Abzweig geradeaus und von rechts |                      | von Amsterdam                      | von Amsterdam                      |
| Bahnhof | 18,0                 | Uitgeest                           | Uitgeest                           |
| Strecke |                      | nach Den Helder                    | nach Den Helder                    |

Die Bahnstrecke Haarlem – Uitgeest, auch Noord-Hollandsche lijn, ist eine Eisenbahnstrecke zwischen Haarlem und Uitgeest in den Niederlanden. Die Streckenlänge beträgt etwa 18 Kilometer.

## Geschichte

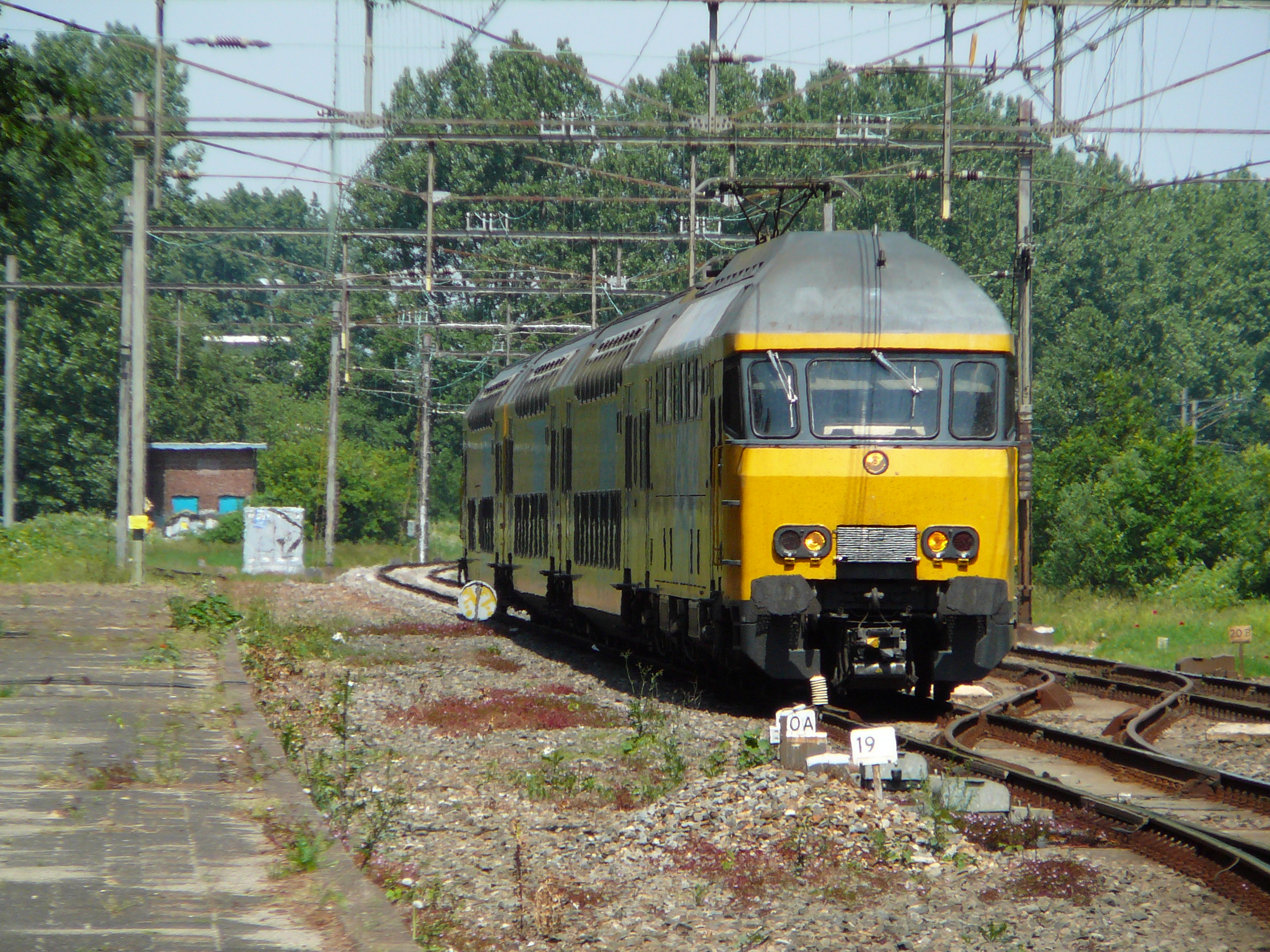
Ein Regionalzug nahe Santpoort, 2007

Die Strecke wurde am 1. Mai 1867 durch die Hollandsche IJzeren Spoorweg-Maatschappij (HIJSM) eröffnet. Vorausgegangen war der Bau der Staatslijn K zwischen Bahnhof Nieuwediep (Den Helder) und Bahnhof Zandaam. Da sich deren Weiterbau bis Amsterdam CS aufgrund der Querung des Nordseekanals verzögerte, zog die HIJSM die Eröffnung dieser Zweigbahn vor. 1876 musste infolge des Baus des Nordseekanals eine aufwändige Drehbrückenkonstruktion errichtet werden. 1883 nahm die HIJSM eine kurze Zweigstrecke von Velsen nach IJmuiden in Betrieb. 1905 wurde die Drehbrücke über den Nordseekanal durch einen Neubau mit größerer Öffnungsweite ersetzt.
Infolge des starken Pendlerverkehrs entschlossen sich die Nederlandse Spoorwegen (NS) 1926 zum zweigleisigen Ausbau und im Jahr darauf zur Elektrifizierung des Abschnittes Haarlem – Velsen – IJmuiden. Der Abschnitt Velsen – Uitgeest wurde 1931 elektrifiziert. In der Zeit werden zudem drei weitere Haltepunkte in Betrieb genommen. Neben dem Personenverkehr spielt auch der Güterverkehr eine zunehmend wichtige Rolle. Wichtige Lieferanten sind hierbei der Fischmarkt und das Stahlwerk Hoogovens in IJmuiden.
Im Jahr 1957 ging der Velserspoortunnel unter dem Nordseekanal in Betrieb, die alte Brücke wurde daraufhin abgetragen. Der südliche Abschnitt kam zur Stichstrecke nach IJmuiden, der nördliche Abschnitt bis zur Brücke verblieb als Anschlussstrecke zum Stahlwerk Hogovens und wurde 1987 elektrifiziert. Da die Strecke nach IJmuiden nach Eröffnung des Velsertunnels Fahrgastverluste aufzeichnete, beschloss die NS die Schließung der Strecke für den Personenverkehr zum 24. September 1983. Sie blieb daraufhin bis 1994 eingleisig für den Güterverkehr erhalten.
Die Streckenhöchstgeschwindigkeit liegt bei 130 km/h. Auf dem Abschnitt zwischen Beverwijk und Haarlem wird jedoch nur bis 100 km/h gefahren.

## Zugverkehr
Die Strecke war bis 1876 Bestandteil der Verbindung von Amsterdam nach Den Helder, bevor die direkte Verbindung in Betrieb ging. Die Strecke wurde danach überwiegend von Personenzügen zwischen beiden Endpunkten sowie zwischen Haarlem und IJmuiden befahren. Nach der Elektrifizierung bot die NS einen Schnellverkehr Amsterdam CS – Haarlem – Alkmaar an. Die Züge von Haarlem nach IJmuiden und Uitgeest wurden nach Eröffnung des Velserspoortunnels zusammengelegt und in Santpoort Nord geflügelt beziehungsweise zusammengekuppelt. Das Flügelzugkonzept wurde bis in die 1970er Jahre beibehalten. Gegenwärtig verkehrt auf der Strecke ein Stoptrein von Amsterdam CS über Haarlem nach Uitgeest und ein Sneltrein von Den Haag über Alkmaar nach Hoorn.